# Doryphorina subdeflexa
Doryphorina subdeflexa är en insektsart som beskrevs av Ronald Gordon Fennah 1978. Doryphorina subdeflexa ingår i släktet Doryphorina och familjen Dictyopharidae. Inga underarter finns listade i Catalogue of Life.